# Technisches Bild
Als technisches Bild oder Technobild bezeichnet der Medientheoretiker Vilém Flusser  von Apparaten hergestellte Bilder in Abgrenzung von „traditionellen“ Bildern, die er als intellektuelle, menschengemachte Übersetzungen versteht. 

## Technische Bilder als Stufe der Kulturgeschichte
Flussers Theorie der technischen Bilder ist eingebettet in ein historisches Modell der Kulturgeschichte bzw. der Mediengenealogie, in deren Zuge der Mensch immer weitere Abstraktionsleistungen vollzieht. In seiner Schrift Ins Universum der technischen Bilder benennt Flusser fünf Stufen der Kulturgeschichte (S. 10–14):
1. Die „Stufe des konkreten Erlebens“, die der „Naturmensch“ mit dem Tier gemeinsam hat. 
2. Die „Stufe des Fassens und Behandelns“, auf der der Mensch bestimmten Gegenständen gegenübertritt und diese zweckgerichtet benutzt und bearbeitet.
3. Die Stufe der traditionellen Bilder. Traditionelle Bilder beruhen darauf, dass der Mensch von einem angeschauten Gegenstand zurücktritt und ihn als Vorstellungsbild imaginiert, um dann diese Imagination wieder in ein äußeres Bild zurück zu übersetzen. Traditionelle Bilder sind Zeichnungen und Gemälde. Auch Skulpturen und Plastiken beruhen auf diesem Prinzip. 
4. Die „Stufe des Begreifens, des Erzählens, die historische Stufe“, die auf der Erfindung der linearen Schrift beruht. Flusser begreift die lineare Schrift als Gegenprinzip zum Bild. Bild und Text befinden sich nach Flusser in einem beständigen Kampf miteinander. Die Epoche der linearen Geschichte, die von den Ursprungserzählungen der Bibel bis zum neuzeitlichen Begriff der Geschichte als Fortschritt (etwa bei Hegel) reicht, ist dabei, gemessen an der viel längeren Tradition der Bilder, für Flusser nur ein historisches Zwischenstadium, obgleich ein bedeutendes.
5. Die Stufe der technischen Bilder beruht auf der Fähigkeit des „Kalkulierens und Komputierens“, also auf der technischen Errungenschaft der Apparate und Computer. Technische Bilder unterscheiden sich von traditionellen Bildern dadurch, dass sie nicht auf einem Akt der Imagination beruhen, sondern auf der Automatik eines Apparates. Sofern der Apparat als Resultat wissenschaftlicher Theorien angesehen werden muss, sind technische Bilder darum „indirekte Erzeugnisse wissenschaftlicher Texte“ (Für eine Philosophie der Fotografie, S. 13). 
Den Prozess der Kulturgeschichte beschreibt Flusser als zunehmende Abstraktion und „Entfremdung des Menschen vom Konkreten“ (Ins Universum der technischen Bilder, S. 10). So beschreibt er die erste Stufe als einer „vierdimensionalen Raumzeit“ zugehörig, während die zweite Stufe nur drei Dimensionen umfasse. Die traditionellen Bilder bewegten sich in zwei Dimensionen (der Fläche), und der lineare Text mit seinem Prinzip der Aneinanderreihung von Buchstaben in einer Zeile sei eindimensional. Mit dem technischen Bild habe die Menschheit die abstrakteste Stufe der Kulturgeschichte erreicht: die „Nulldimensionalität“. Technische Bilder sind aus Pixeln zusammengesetzt, aus Punkten, die sich zu Formen verdichten („Partikelschwärme“). Sie können nicht mehr begriffen und verstanden, sondern nur noch kalkuliert bzw. berechnet werden. (Ins Universum der technischen Bilder, S. 14).

## Eigenart technischer Bilder
Der Unterschied zwischen technischen und traditionellen Bildern lässt sich an ihrer Produktionsweise festmachen: „Vor-moderne Bilder [sind] Produkte des Handwerks (Kunstwerke), nach-moderne [sind] Produkte der Technik“ (Medienkultur, S. 22). In der Kommunikologie schränkt Flusser diese Definition ein, wenn er darauf hinweist, Technobilder seien „nicht nur technisch erzeugte Bilder […], sondern auch mehr oder weniger traditionell erzeugte Bilder, falls sie Begriffe bedeuten“ (Kommunikologie, S. 140).
Beispiele für technische Bilder sind Fotografien, Bewegte Bilder, Videobänder, Kurven in Statistiken, Diagramme, Mikrofilme, Diapositive, Verkehrszeichen sowie Blaupausen und Skizzen. (Kommunikologie, S. 140)

## Bilder und Realismus
Flusser wendet sich mit seiner Theorie des technischen Bildes unter anderem gegen die gängige Vorstellung, Fotografien spiegelten ihren fotografierten Gegenstand quasi unvermittelt wider. Technische Bilder sind keineswegs als Symptome bzw. Indexe einer Wirklichkeit zu begreifen, wie es von der Fotografie lange Zeit behauptet wurde. Sie sind keine unvermittelten Abbilder einer äußeren Natur, sondern stets durch „Apparatprogramme“ vermittelt – auch wenn man es ihnen im fertigen Bild nicht mehr ansieht. Sie sind nicht näher an der Natur als traditionelle Bilder, sondern noch weiter von ihr entfernt. 
Adäquat entschlüsseln lassen sich technische Bilder für Flusser nur, wenn man die hinter ihnen stehenden „Texte“ zu entschlüsseln vermag; ihr Verständnis ist daher nur auf einer technischen, kalkulatorischen Ebene möglich. Wer technische Bilder dagegen wie traditionelle Bilder zu verstehen versuche, bleibe ihnen gegenüber, so Flusser, letztlich blind.
Im Unterschied hierzu sieht eine kunst- und kulturwissenschaftlich ausgerichtete Medientheorie jedoch auch in den vermeintlich „traditionellen“ Bildformen spezifische Techniken der Herstellung verwirklicht, die sich in das Bildprodukt einschreiben (Bredekamp et al. 2008); im Gegenzug unterliegen auch Apparaturen und Anordnungen einem aus der visuellen Kultur abgeleiteten Paradigma der Sichtbarmachung, Gestaltung und Wiedergabe.